# Attalea speciosa
Attalea speciosa là loài thực vật có hoa thuộc họ Arecaceae. Loài này được Mart. mô tả khoa học đầu tiên năm 1826.

## Hình ảnh

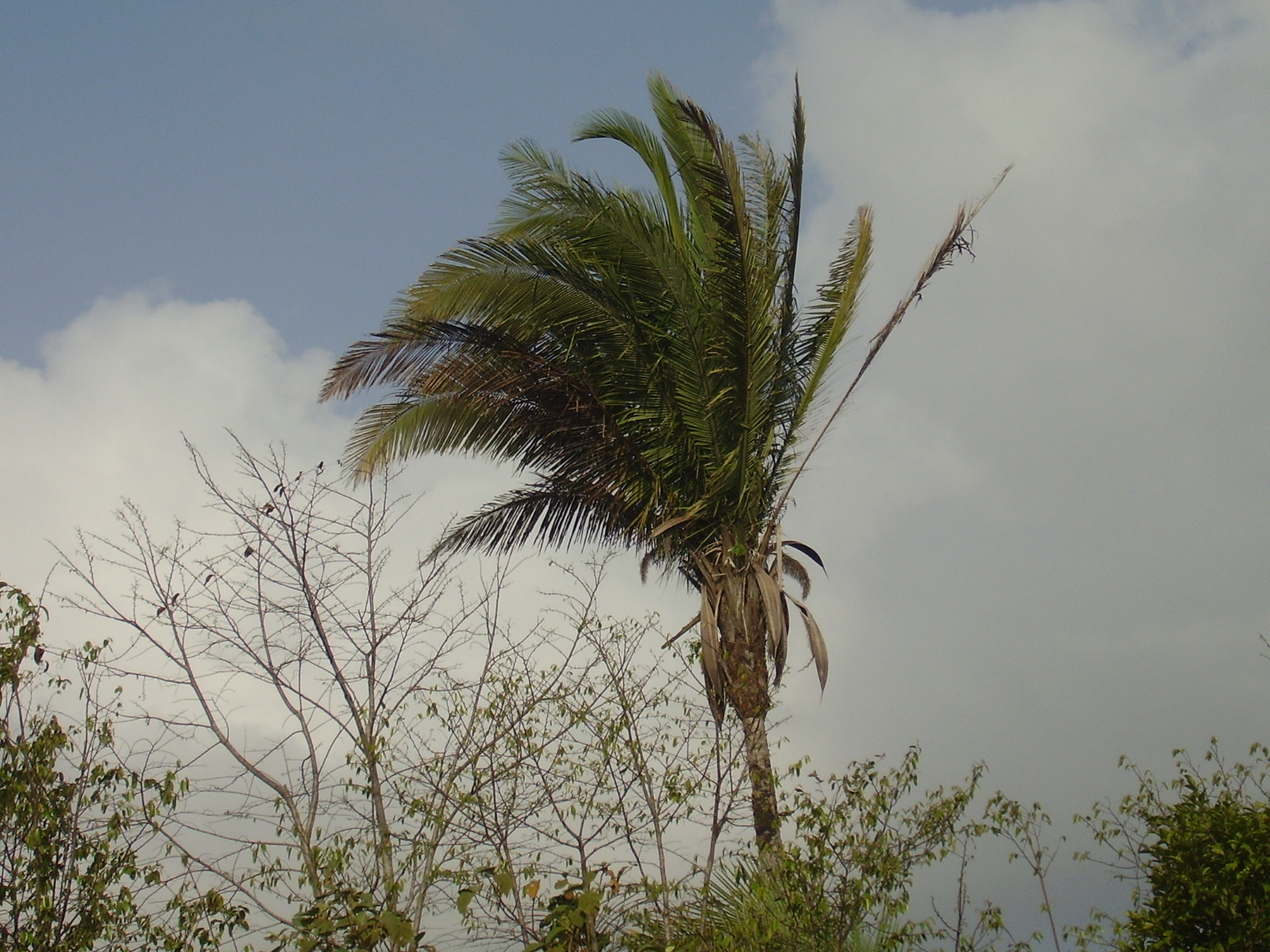
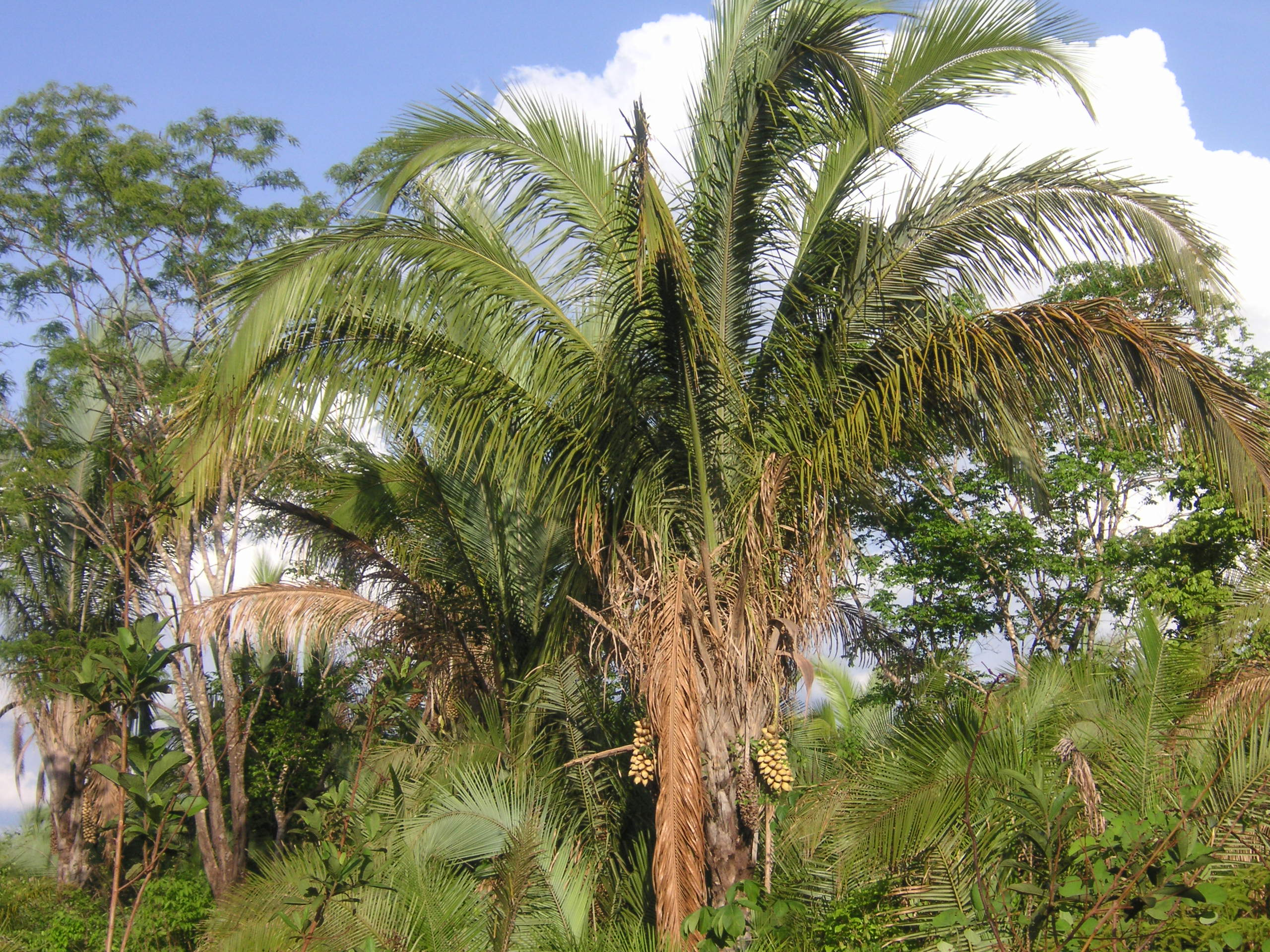
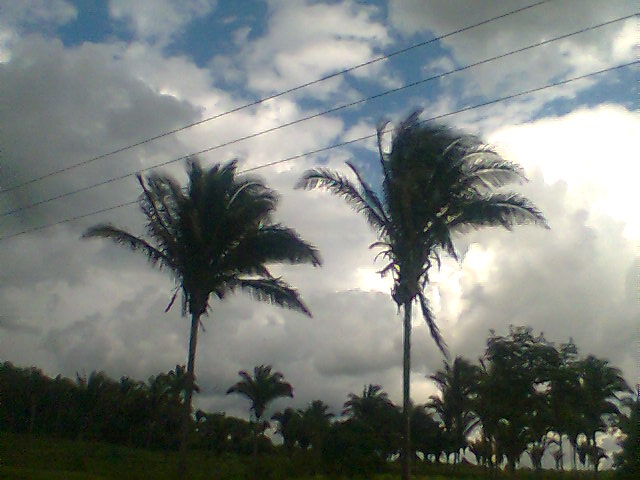
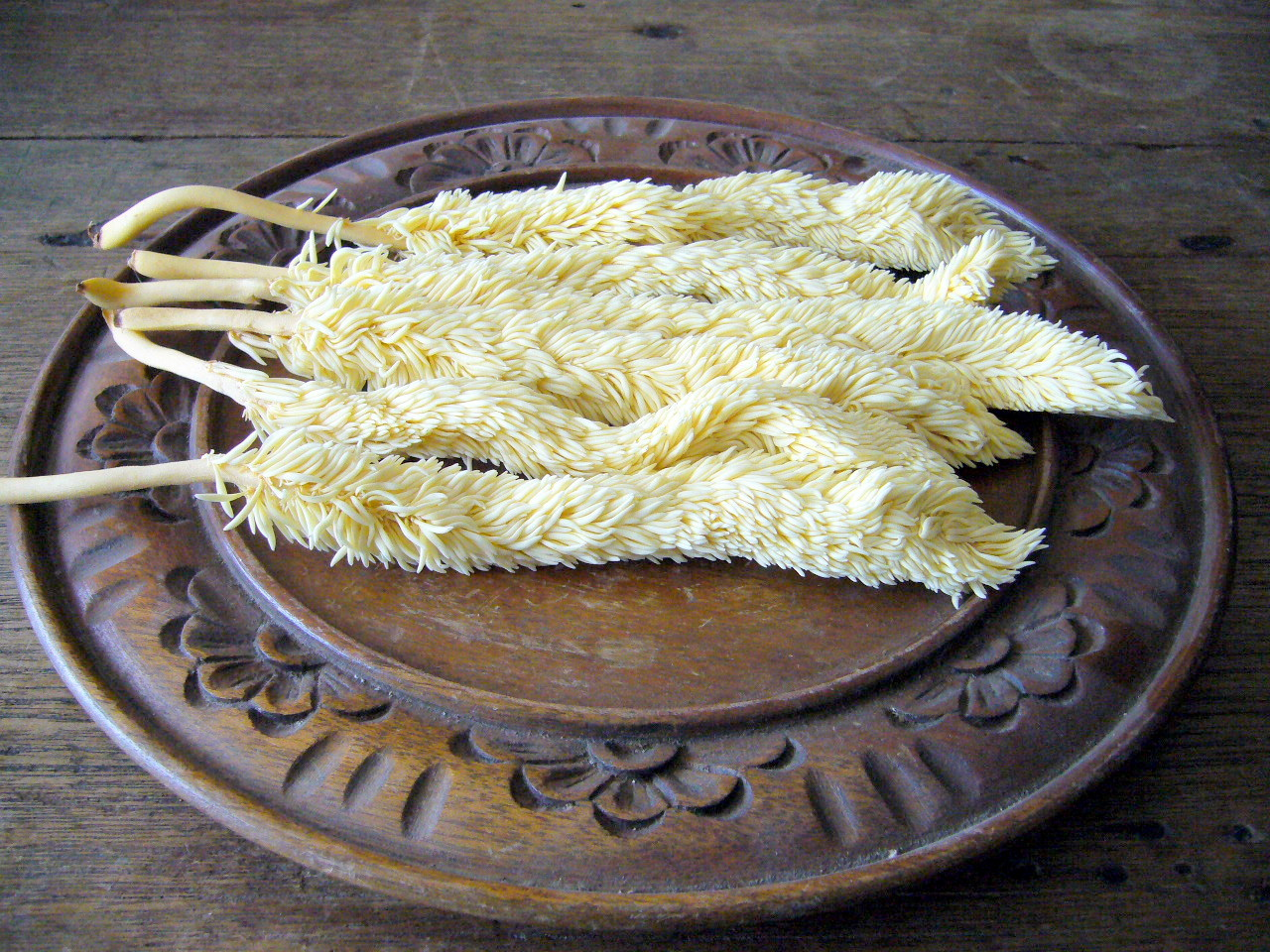